# Shivers (album của Armin van Buuren)
Shivers là album phòng thu thứ hai của nhà sản xuất trance Hà Lan và DJ Armin van Buuren phát hành vào ngày 08 tháng 8 năm 2005.
Ca khúc chủ đề của album đã xuất hiện trên phiên bản nhà của Dance Dance Revolution SuperNova trò chơi trong năm 2006.

## Danh sách bài hát
| STT | Nhan đề                                                                                        | Sáng tác                                | Thời lượng |
| --- | ---------------------------------------------------------------------------------------------- | --------------------------------------- | ---------- |
| 1.  | "Wall of Sound" (featuring Justine Suissa)                                                     | Armin van Buuren Justine Suissa         | 6:25       |
| 2.  | "Empty State" (featuring Mic Burns)                                                            | van Buuren Markus Schulz Mic Burns      | 7:30       |
| 3.  | "Shivers"                                                                                      | van Buuren Adrian Broekhuyse Raz Nitzan | 7:33       |
| 4.  | "Golddigger" (featuring Martijn Hagens)                                                        | van Buuren Martijn Hagens               | 4:46       |
| 5.  | "Zocalo" (featuring Gabriel & Dresden)                                                         | van Buuren Josh Gabriel Dave Dresden    | 8:40       |
| 6.  | "Gypsy" (featuring Ray Wilson)                                                                 | van Buuren                              | 5:26       |
| 7.  | "Who Is Watching" (featuring Nadia Ali)                                                        | van Buuren Ashkan Fardost Nadia Ali     | 5:08       |
| 8.  | "Bounce Back" (featuring Remy and Roland Klinkenberg)                                          | van Buuren DJ Remy Roland Klinkenberg   | 7:34       |
| 9.  | "Control Freak"                                                                                | van Buuren                              | 8:08       |
| 10. | "Serenity" (featuring Jan Vayne) ("Serenity" – 0:00–8:26 / "Hymne" (hidden song) – 8:52–11:37) | van Buuren Jan Vayne                    | 11:37      |

| iTunes Store bonus track | iTunes Store bonus track                   | iTunes Store bonus track |
| STT                      | Nhan đề                                    | Thời lượng               |
| ------------------------ | ------------------------------------------ | ------------------------ |
| 11.                      | "Simple Things" (featuring Justine Suissa) | 7:11                     |

| US Beatport bonus tracks | US Beatport bonus tracks                            | US Beatport bonus tracks |
| STT                      | Nhan đề                                             | Thời lượng               |
| ------------------------ | --------------------------------------------------- | ------------------------ |
| 10.                      | "Serenity" (featuring Jan Vayne)                    | 8:28                     |
| 11.                      | "Hymne"                                             | 2:44                     |
| 12.                      | "Golddigger" (featuring Martijn Hagens) (Dirty Mix) | 7:11                     |

## Bảng xếp hạng
| BXH (2005)                   | vị trí cao nhất |
| ---------------------------- | --------------- |
| Album Hà Lan (Album Top 100) | 23              |